# ТЕС Зук
ТЕС Зук – теплова електростанція в Лівані, розташована у приморському регіоні за десяток кілометрів на північ від околиці Бейрута.
У 1984 – 1987 роках на майданчику станції ввели в експлуатацію чотири конденсаційні блоки з паровими турбінами – три потужністю по 145 МВт та один з показником у 172 МВт. Станом на середину 2010-х через технічний стан фактична потужність ТЕС становила лише 305 МВт і з номінальних 607 МВт. 
Як паливо станція використовує нафту, а видалення продуктів згоряння відбувається за допомогою двох димарів висотою по 145 метрів.
Для охолодження використовують морську воду.
В 2017-му на майданчику станції змонтували 10 генераторних установок на основі дизельних двигунів MAN 18V48/60, сполучених через котел-утилізатор з однією паровою турбіною. Ця схема має загальну потужність у 194 МВт та паливну ефективність на рівні 48%.